# 6380 Gardel
6380 Gardel este un asteroid din centura principală, descoperit pe 10 februarie 1988, de Masaru Arai și Hiroshi Mori.